# S/2003 J 9
S/2003 J 9 – mały zewnętrzny księżyc Jowisza, odkryty w 2003 roku przez zespół astronomów z Uniwersytetu Hawajskiego pod przewodnictwem Scotta Shepparda.
Jest to (obok S/2003 J 12) najmniejszy księżyc odkryty w układzie Jowisza.
Księżyc obiega Jowisza ruchem wstecznym, czyli w kierunku przeciwnym do obrotu planety wokół własnej osi. Należy do grupy Karme.